# ميناء بنغازي
32°6′33″N 20°2′51″E / 32.10917°N 20.04750°E
ميناء بنغازي في مدينة بنغازي الليبية على ساحل البحر المتوسط. أكبر الموانئ الليبية من حيث المساحة إذ تبلغ مساحته الاجمالية 4,400,000 متر مربع. لكنه ليس الأكبر من حيث المعاملات في البلاد. تديره وتقدم له الخدمات منذ العام 1986 الشركة الاشتراكية للموانئ التي تدير كافة الموانئ التجارية الليبية.
يوجد بالميناء 18 رصيفا بينها 11 رصيفا للبضائع العامة. وتبلغ القدرة الاستيعابية السنوية للميناء 4.000.000  طن للوردية الواحدة.
وفي عام 2014 تم توقف نشاط الميناء بسبب المعارك الي دارت في المدينة وسيطرة جماعات على المدينة، وفي 1 أكتوبر 2017 بدء الميناء عمله من جديد واستقبال أول سفينه بعد توقف 3 سنوات

## تاريخ الميناء[بحاجة لمصدر]
تاريخيا يعتبر ميناء بنغازي أحد أقدم المواني ولكنه ليس الأقدم في ليبيا على ساحل البحر المتوسط، إذ يرجع تاريخ انشائه إلى تأسيس مدينة يوسيبريديس أو بنغازي الحالية
وهو ميناء بحري طبيعي أسسه اليونانيون القدماء في سيرينيكا باسم يوسبيريدس في القرن السادس قبل الميلاد. وبعد تسليمه إلى الفرعون المصري بطليموس الثالث، أُعيد تسميته بيرينيس تكريما لزوجته. اسم المدينة الحالي يكرم المحسن غازي.
وابتداء من القرن الثالث فصاعدا، تفوقت على بَرْس والسرقونة باعتبارهما المركز الرئيسي للمنطقة. وفي عهد ملوك ليبيا، كانت عاصمة مشتركة مع طرابلس، مما أدى اليوم إلى وجود مؤسسات على مستوى الدولة في المدينة الثانية. وأدى ذلك إلى احتدام المنافسة التي كانت تقع في مناطق قبلية مختلفة.وبعد فترة من الانحدار البطيء، أعيد تطويرها بعد احتلال الإيطاليين لها في عام 1912، حتى بداية حملة الحرب العالمية الثانية للصحراء الغربية منذ عام 1942. وأدى ذلك إلى تحولها إلى محور في الجزء الشرقي من السكك الحديدية الليبية الإيطالية، وربطها داخليا بسولوش وبارسي. الميناء تعرض لأضرار جسيمة في الحرب العالمية الثانية عندما تحرك بين المحور وسيطرة الحلفاء خمس مرات استولى الجيش البريطاني أخيراً على ميناء بنغازي في عام 1942 أثناء معركة الأغيلا.

## الميناء في الوقت الحالي
تدير ميناء بنغازي اليوم شركة الموانئ الاشتراكية المملوكة للدولة. وقد تم تطويره كميناء حديث مع مرافق صناعية ومرافق صناعية مرتبطة ومرتبطة.
يخدم مرفق الميناء نفسه الشحنات العامة والحاويات السائبة، التي يتم التعامل معها من خلال ثمانية سقائف عبور تغطي 17,500 متر مربع (188,000 قدم مربع). تشمل الصادرات الرئيسية الصوف والجلود والأغنام والماعز وأقمشة الشعر وسجاد الصوف. تشمل الواردات الهامة المواد الغذائية والمنسوجات والفخار والتبغ والمنتجات الكيماوية.
تشمل الصناعات التي تم تطويرها داخل الميناء تكرير النفط، وتصنيع الأغذية والملح، وتصنيع الأسمنت، وصيد الأسماك، وتخمير، والدباغة. الميناء هو أيضا موقع واحد من أكبر محطات تحلية المياه في العالم.

## الإمكنيات والمواصفات
وهنالك ستة ولادات رئيسية في الميناء (1) للسفن التي يصل طولها إلى 550 قدما وتمتد على مسافة تصل إلى 8.53 مترا (28.0قدما).
- الميناء الداخلي: الولادات الثلاث في رصيف ليبيا ورصيف جوليانا، يبلغ طولها الإجمالي 494 متراً (621 1 قدماً). يمكن التعامل مع التزلج/التفريغ، مع ولادتين مخصصتين لناقلات النفط:
- راصف ليبيا، عمق 4.8 أمتار (16 قدماً)
- راصف جوليانا، عمق 3.1 أمتار (10 أقدام). ويمكن لعوامة إضافية مناولة السفن حتى 107 أمتار (351 قدما) مع تيارات تصل إلى 7.3 ميتريسي (24 قدما)
- الميناء الخارجي: 3 مرفأ، 778 مترا (552 2 قدما) في عام
- الطول، العمق 8.2 امتار (27 قدما)
- والعمل جار لإضافة 000 3 متر (800 9 قدم) من الرصيف الإضافي والمرافق المتصلة به.

## وصلات خارجية
مينا بنغازي-مصدر الميناء العالمي
ليبيا للشحن والخدمات البحرية